# Appel malade
 (juin 2014).
Si vous disposez d'ouvrages ou d'articles de référence ou si vous connaissez des sites web de qualité traitant du thème abordé ici, merci de compléter l'article en donnant les références utiles à sa vérifiabilité et en les liant à la section « Notes et références ».

Appel malade ou appel infirmières sont des termes du jargon des télécommunications définissant des systèmes mis en place dans les établissements de santé permettant aux patients en difficulté de faire appel au personnel infirmier. Le patient actionne un manipulateur (aussi appelé poire) ou une tirette pour signaler un problème.
L’alerte provoque l'activation d’un voyant lumineux en général situé au dessus de la porte de la chambre ou le local concerné. Elle est aussi transmise en activant un tableau de signalisation qui sonne et affiche le nom du local qui appelle dans la salle de soins, l'office alimentaire et d'autres locaux réservés aux personnels soignants. Dans certains cas, le nom de la chambre peut se mettre à défiler sur un afficheur de couloir, sur un téléphone mobile de type DECT ou sur des systèmes plus anciens comme des bips (récepteurs POCSAG).
Les solutions proposées sont soit des systèmes filaires soit des systèmes sans fil à radiofréquences. Ce marché n'étant pas encore réglementé en France et en Europe, il n'existe à ce jour qu'une norme qui fait référence dans ce domaine et qui provient d'allemagne (DIN VDE 0834).
Concernant les systèmes sans fil radio, une seule plage de fréquences est autorisée à la vente, la bande des alarmes de sécurité et ISM libre de droit (868 Mhz). L'utilisation de la plage des fréquences des 445 Mhz n'est plus autorisée pour la vente de systèmes neuf mais elle bénéficie d'un droit d'usage jusqu'à la fin de vie du produit et reste donc utilisable pour les systèmes existants.[pas clair]

## Composition du système
Il existe deux catégories de matériels :
- appel malade filaire (wired nurse call)
- appel malade sans fil (wireless nurse call)

Les systèmes filaires sont plus longs à installer mais plus fiables ; de plus en plus, la pollution électromagnétique est à proscrire dans les établissements de soin. Certains systèmes filaires utilisent les câbles déjà présents dans la chambre du patient. C'est un bon compromis quant au coût et à la rapidité d'installation.

### Dispositif d'appel
Plusieurs déclencheurs sont possibles, tels que le déclenchement de l'appel à partir du lit ou des sanitaires. Sur les anciens systèmes (1990 environ), aucune identification entre le lit et le sanitaire n'a été faite, aujourd'hui l'infirmier reçoit directement sur les récepteurs la différenciation entre le sanitaire et le lit, ce qui permet aux infirmiers de se diriger immédiatement vers le lieu de l'appel.

### Détecteurs de chute
Des détecteurs de chute, associant accéléromètre et déclencheur d'appel, sont à disposition des personnes à risque et de leurs proches.

### Hublots de signalisation
Les hublots se trouvant dans les couloirs sont composés de deux leds, une verte et l'autre rouge, qui permettent d'avoir une visualisation pratique : la led verte permet de voir que la chambre est prise par du personnel soignant, la led rouge permet de constater que le résident a passé un appel et qu'il faut y aller. Si le personnel soignant veut du renfort, il peut presser un bouton qui fera une urgence ; dans ce cas pour le hublot plusieurs possibilités existent : en règle générale la led verte et rouge clignote de façon aléatoire.
Les afficheurs du couloir, alimentés en général en 230 volts alternatif, permettent de rajouter une signalisation pratique. Formés par un rectangle de 1m environ sur 10cm équipé de led, plusieurs configurations sont possibles, câblés soit par RJ45 ou encore en RS-422 qui est limité en distance. Le défilement des appels passés par les résidents permet de voir tous les appels en cours et ainsi de solliciter le personnel même en cas de non-réception sur les autres récepteurs de l'appel. Les afficheurs permettent aussi de pouvoir afficher les anniversaires du jour.

### Historique informatique
Les séniors étant de plus en plus nombreux, il est nécessaire d'avoir un système évitant les conflits lors de la prise en charge d'un patient. Le système, en plus de donner l'alerte, peut enregistrer l'identifiant du patient qui a sonné, le temps que le personnel soignant a mis pour prendre en l'appel en considération et y répondre, si le personnel est venu en chambre ou s'il a contacté le patient par téléphone, etc.